# Хромоцистоскопия
Хромоцистоскопия — эндоскопический метод в нефрологии и урологии, основанный на окрашивании мочи и призванный раздельно определить нарушение секреторной или мочевыделительной функции почек.
Хромоцистоскопия является быстрым методом диагностики в ургентных ситуациях, не требует специального дорогостоящего оборудования, проста в выполнении и отличается высоким профилем безопасности.

## История
В 1864 г. Н. А. Хржонщевский разработал способы введения индигокармина в кровяное русло с целью изучения гистофизиологии различных органов.
В цистоскопии окрашивание тока впервые применил, видимо, немецкий хирург-уролог Роберт Кутнер в 1892 году. Затем метод был развит французскими патологами Шарлем Эмилем Ашаром и Жозефом Кастенем, разработавшими так называемый Achard—Castaigne test. Нередко сам способ окраски кровотока и тока мочи метиленовым синим приписывается этим медикам. В 1903 году немецкие медики Фридрих Фёлькер и Ойген Йозеф вместо метиленового синего при изучении функции почек стали применять индигокармин, предложенный в роли красителя ещё Хржонщевским за 40 лет до этого, иногда Фёлькера и Йозефа (в русских текстах также Жозефа) называют изобретателями хромоцистоскопии.